# Tex Ritter
Tex Ritter (12 de enero de 1905-2 de enero de 1974) fue un cantante country y actor estadounidense de mediados de la década de 1930 a la de 1960, padre del actor John Ritter, y miembro del Museo y Salón de la Fama del Country.

## Biografía
Su verdadero nombre era Woodward Maurice Ritter, y nació en Murvaul, Texas. Sus padres eran James Everett Ritter y Martha Elizabeth Matthews. Creció en la granja de su familia en el Condado de Panola, Texas, y estudió en Carthage, Texas, y en la South Park High School de Beaumont (Texas). Tras licenciarse con honores, entró en la Universidad de Texas en Austin, donde estudió un preparatorio en leyes, especializándose en gobierno, ciencia política y economía.

## Trayectoria

### Radio y Broadway
Pionero del country, Ritter pronto se interesó por el mundo del espectáculo. En 1928 cantó en la KPRC (AM) de Houston, Texas, en un programa de 30 minutos con canciones cowboy. Ese mismo año se trasladó a la ciudad de Nueva York donde consiguió trabajo en el coro masculino de la obra de Broadway show The New Moon (1928). Además actuó como el Cowboy en la producción de Broadway Green Grow the Lilacs (1930), base para el posterior musical Oklahoma! También trabajó en las obras The Round Up (1932) y Mother Lode (1934).
En 1932 actuó en Nueva York en el primer western retransmitido, The Lone Star Rangers, en la emisora WOR, cantando y relatando historias del viejo oeste. En 1933 Ritter escribió y protagonizó en la cadena WINS el programa infantil Cowboy Tom's Roundup. También trabajó en el show radiofónico WHN Barndance, y cantó en programas de NBC Radio. También actuó en diversos dramas radiofónicos, como Bobby Benson's Adventures en la Columbia Broadcasting System, así como en la producción televisiva de redifusión Death Valley Days.
Ritter empezó a grabar para American Record Company (Columbia Records) en 1933. Su primer disco fue "Goodbye Ole Paint". También grabó "Rye Whiskey" para el mismo sello. En 1935 firmó contrato con Decca Records, sello con el que hizo sus primeras grabaciones originales, "Sam Hall" y "Get Along Little Dogie". En total grabó 29 canciones para Decca, la última en 1939 en Los Ángeles, California, formando parte de Tex Ritter and His Texans.

### Carrera cinematográfica
En 1936 Ritter se mudó a Los Ángeles. Su debut en el cine llegó con Song Of The Gringo (1936), para Grand National Pictures. Protagonizó doce westerns de serie B para Grand National, incluyendo Headin' For The Rio Grande (1936) y Trouble In Texas (1937), junto a Rita Hayworth (entonces conocida como Rita Cansino).
Tras trabajar en Utah Trail (1938), Ritter dejó Grand National, pues la compañía atravesaba dificultades económicas. Entre 1938 y 1945 trabajó en unas 40 películas como "cowboy cantante". Rodó cuatro filmes junto a la actriz Dorothy Fay en la productora Monogram Pictures: Song of the Buckaroo (1938), Sundown on the Prairie (1939), Rollin' Westward (1939) and Rainbow Over the Range (1940).
Ritter pasó después a Universal Pictures y trabajó con Johnny Mack Brown en filmes como The Lone Star Trail (1943), Raiders of San Joaquin (1943), Cheyenne Roundup (1943) y The Old Chisholm Trail (1942). También protagonizó Arizona Trail (1943), Marshal of Gunsmoke (1944) y Oklahoma Raiders (1944). 
Al tener Universal problemas financieros, Ritter se pasó a Producers Releasing Corporation, interpretando al "Texas Ranger Tex Haines" en ocho largometrajes entre 1944 y 1945. Ritter no volvió a actuar hasta 1950, haciendo papeles de reparto o interpretándose a sí mismo.

### Carrera discográfica
La carrera discográfica de Ritter fue su período de más éxitos. Fue el primer artista en firmar con la recién formada Capitol Records, y su primer cantante western. Su primera grabación tuvo lugar el 11 de junio de 1942.
En 1944 destacó su tema "I'm Wastin' My Tears On You", que llegó al número 1 de las listas country y al once de las pop. "There's A New Moon Over My Shoulder" consiguió el número dos country y el 21 pop. En 1945 tres canciones suyas fueron las más votadas por el público en una encuesta de la revista Billboard. Entre 1945 y 1946 consiguió siete éxitos consecutivos que llegaron al top cinco, incluyendo "You Two Timed Me One Time Too Often", (número 1) escrito por Jenny Lou Carson, que se mantuvo once semanas en las listas. En 1948, "Rye Whiskey" y su versión de "The Deck of Cards" llegaron a la lista de los diez primeros, y "Pecos Bill" fue número 15. En 1950 fue un éxito el tema "Daddy's Last Letter (Private First Class John H. McCormick)".
Ritter hizo una gira por Europa en 1952, actuando entre otros espectáculos en el Texas Western Spectacle en el Harringay Arena de Londres. Ese mismo año Ritter grabó la canción principal de la película "High Noon", "Do Not Forsake Me Oh My Darlin", que se convirtió en un éxito. Él cantó el tema en la primera ceremonia televisada de los Premios Óscar en 1953, recibiendo el mismo el Óscar a la mejor canción original de ese año.
En 1953 empezó a actuar en el programa Town Hall Party para la radio y televisión de Los Ángeles. En 1957 fue uno de los presentadores de Town Hall Party, una versión del show. Debutó en televisión a nivel nacional en el programa de la ABC Ozark Jubilee, y fue uno de los cinco presentadores en su spin-off para la NBC en 1961, Five Star Jubilee.
Creó Vidor Publications, Inc., una editora musical, junto a Johnny Bond en 1955. La canción "Remember the Alamo" fue la primera del catálogo. En 1957 sacó a la venta su primer álbum, Songs From the Western Screen. En 1961 también lanzó el éxito "I Dreamed Of A Hill-Billy Heaven", editado seis años antes por Eddie Dean.

### Últimos años
Aún pasada ya la cima de su carrera, a Ritter se le reconocía su contribución a la música country y su versatilidad artística. Fue uno de los miembros fundadores de la Country Music Association en Nashville, Tennessee, y punta de lanza en el esfuerzo para construir el Museo y Salón de la Fama del Country. En 1964 fue la quinta persona y el primer cowboy cantante en ser admitido en dicho museo.
Se mudó a Nashville en 1965 y empezó a trabajar para la emisora WSM (AM) y el programa Grand Ole Opry, siendo nombrado miembro vitalicio del mismo. Su familia permaneció temporalmente en California para que John finalizara allí la high school. Durante este período Ritter presentó junto al disc jockey country Ralph Emery un programa radiofónico nocturno. En 1967 su sencillo "Just Beyond the Moon", con letra de Jeremy Slate, llegó al número 3 en la lista country.

### Campaña al Senado
En 1970 Ritter sorprendió a mucha gente al entrar en el Partido Republicano de los Estados Unidos y competir en las primarias para el Senado de los Estados Unidos. A pesar de su gran fama, perdió de manera abrumadora ante Bill Brock, que posteriormente derrotó al senador Albert Gore, Sr. en las elecciones generales.

## Vida personal
Ritter se casó con la actriz Dorothy Fay el 14 de junio de 1941. El matrimonio duró hasta el fallecimiento del cantante. Tuvieron dos hijos, Thomas Ritter y el actor John Ritter. Fue abuelo de Jason Ritter. Ayudó a instituir la asociación United Cerebral Palsy al conocer que Thomas sufría parálisis cerebral. Ritter y sus hijos dedicaron grandes esfuerzos a recaudar fondos y atención del público a fin de luchar contra la enfermedad.

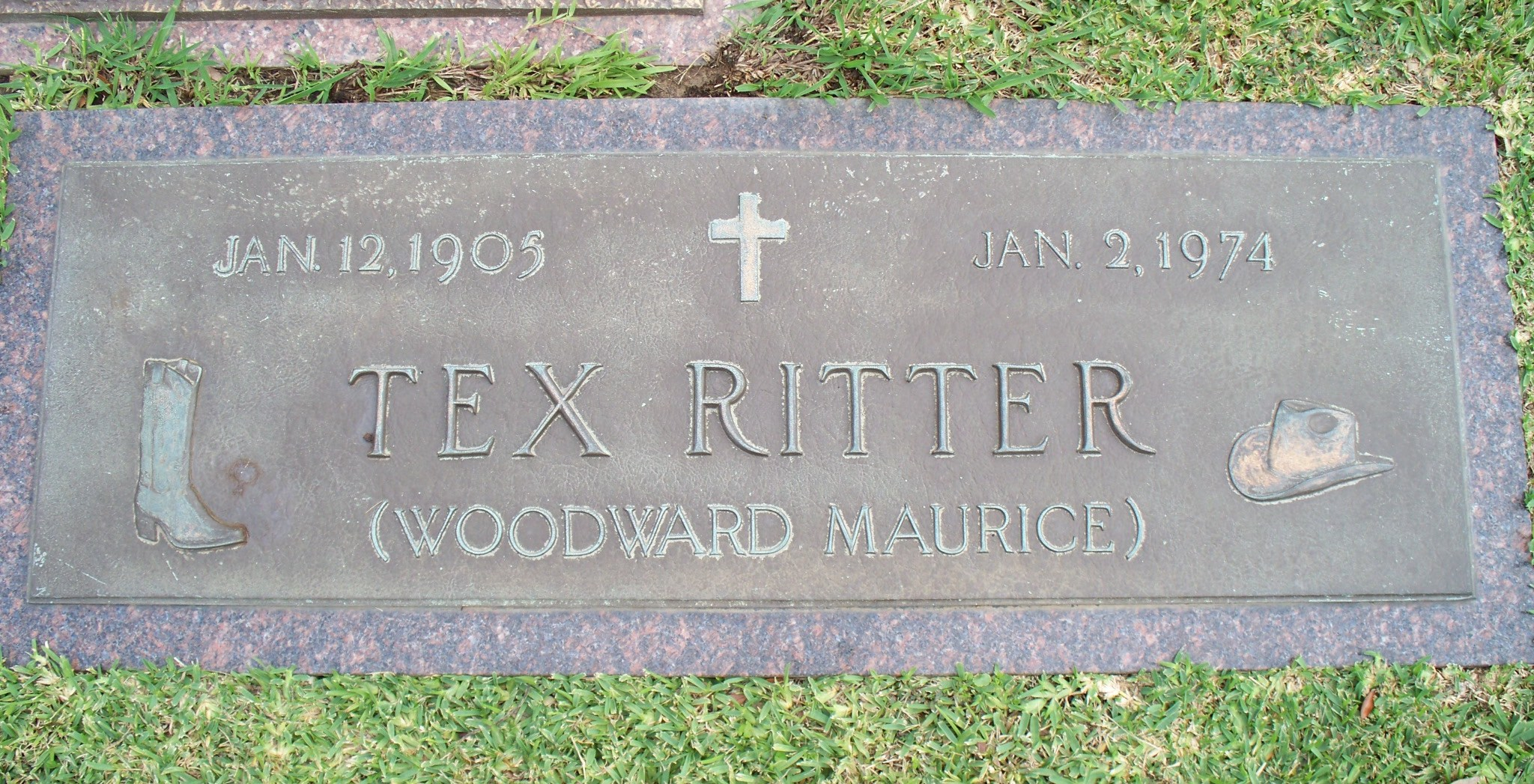
Lápida de la tumba de Ritter

Ritter hizo su última grabación para Capitol Records en 1973. Su última canción, "The Americans", fue un éxito póstumo. En 1974 sufrió un infarto agudo de miocardio y falleció en Nashville. Fue enterrado en el Oak Bluff Memorial Park de Port Neches, Texas.
Por su contribución a la industria discográfica, Ritter tiene una estrella en el Paseo de la Fama de Hollywood, en el 6631 de Hollywood Boulevard. En 1980 fue incluido en el Western Performers Hall of Fame del National Cowboy & Western Heritage Museum en Oklahoma City.

## Filmografía
| - Sing a Country Song (1973) - Ryan - The Marshal of Windy Hollow (1972) – Alcalde de Windy Hollow - The Girl from Tobacco Row (1966) - Predicador Bolton - Tom y Jerry (1965) Serie de TV – Presentador alterno - Ranch Party (1958) Serie de TV - regular (1958) - Down Liberty Road (1956) - George - The First Bad Man (1955) - narrador - Apache Ambush (1955) - Traeger - Wichita (1955) - Cantante - Buffalo Bill in Tomahawk Territory (1952) – Material sobrante de "Where the Buffalo Roam" - Holiday Rhythm (1950) - Tex Ritter - Flaming Bullets (1945) - Texas Ranger Tex Haines - Frontier Fugitives (1945) - Texas Ranger Tex Haines - Three in the Saddle (1945) - Tex Haines - Enemy of the Law (1945) - Tex Haines - Marked for Murder (1945) - Tex Haines - The Whispering Skull (1944) - Tex Haines - Dead or Alive (1944) - Tex Haines - Gangsters of the Frontier (1944) - Tex Haines - Oklahoma Raiders (1944) - Steve Nolan - Cowboy Canteen (1944) - Tex Coulter - Marshal of Gunsmoke (1944) - Marshal Ward Bailey - Arizona Trail (1943) - Johnnie Trent - Frontier Badmen (1943) - Jerry Kimball (comprador de ganado) - Lone Star Trail (1943) - Fargo Steele - Raiders of San Joaquin (1943) - Gil Blake - Cheyenne Roundup (1943) - Steve Rawlins - Tenting Tonight on the Old Camp Ground (1943) - Bob Courtney - The Old Chisholm Trail (1942) - Montana Smith - Little Joe, the Wrangler (1942) - Sheriff Bob Brewster - Deep in the Heart of Texas (1942) - Brent Gordon - Vengeance of the West (1942) – Capitán Ranger de California Tex Lake - Prairie Gunsmoke (1942) - Tex Terrell - The Devil's Trail (1942) - Marshal Tex Martin - North of the Rockies (1942) - Tex Martin | - Bullets for Bandits (1942) - Sheriff Tex Martin - Lone Star Vigilantes (1942) - Tex Martin - Roaring Frontiers (1941) - Tex Martin - King of Dodge City (1941) - Tex Rawlings - The Pioneers (1941) - Tex - Ridin' the Cherokee Trail (1941) – Tte. Ranger Tex Ritter - Rolling Home to Texas (1940) - Tex Reed - Take Me Back to Oklahoma (1940) - Tex Lawton - Arizona Frontier (1940) - Tex - Roll, Wagons, Roll (1940) - Tex Masters - Rainbow Over the Range (1940) - Tex Reed - The Golden Trail (1940) - Tex Roberts - Cowboy from Sundown (1940) - Sheriff Tex Rockett - Pals of the Silver Sage (1940) - Tex Wright - Rhythm of the Rio Grande (1940) - Tex Regan - Westbound Stage (1939) - Tex Wallace - Riders of the Frontier (1939) - Tex Lowery - Down the Wyoming Trail (1939) - Tex Yancey - The Man from Texas (1939) - Tex Allen - Rollin' Westward (1939) - Tex - Sundown on the Prairie (1939) - Tex - Song of the Buckaroo (1938) - Texas Dan - Where the Buffalo Roam (1938) - Tex Houston - Starlight Over Texas (1938) - Tex Newman - The Utah Trail (1938) - Tex Stewart - Rollin' Plains (1938) - Tex Lawrence - Frontier Town (1938) - Tex Lansing, alias Tex Rawlins - Tex Rides with the Boy Scouts (1937) - Tex Collins - The Mystery of the Hooded Horsemen (1937) - Tex Martin - Riders of the Rockies (1937) - Tex Rand - Sing, Cowboy, Sing (1937) - Tex Archer - Hittin' the Trail (1937) - Tex Randall - Trouble in Texas (1937) - Tex Masters - Arizona Days (1937) - Tex Malinson - Headin' for the Rio Grande (1936) - Tex Saunders - Song of the Gringo (1936) - Tex |  |

## Discografía

### Álbumes
| Año  | Álbum                         | Top Country | Sello   |
| ---- | ----------------------------- | ----------- | ------- |
| 1954 | Cowboy Favorites              |             | Capitol |
| 1958 | Songs from the Western Screen |             | Capitol |
| 1958 | Psalms                        |             | Capitol |
| 1959 | Blood On the Saddle           |             | Capitol |
| 1961 | Lincoln Hymns                 |             | Capitol |
| 1961 | Hillbilly Heaven              |             | Capitol |
| 1962 | With Stan Kenton              |             | Capitol |
| 1963 | Border Affair                 |             | Capitol |
| 1965 | Friendly Voice                |             | Capitol |
| 1966 | The Best of Tex Ritter        | 38          | Capitol |
| 1967 | Sweet Land of Liberty         | 43          | Capitol |
| 1967 | Just Beyond the Moon          | 18          | Capitol |
| 1968 | Bump Tiddil Dee Bum Bum!      | 38          | Capitol |
| 1968 | Wild West                     |             | Capitol |
| 1969 | Chuck Wagon Days              |             | Capitol |
| 1970 | Green Green Valley            |             | Capitol |
| 1972 | Super Country Legendary       |             | Capitol |
| 1973 | An American Legend            | 7           | Capitol |
| 1974 | Fall Away                     | 44          | Capitol |
| 1976 | Comin' After Jinny            |             | Capitol |

### Singles
| Año  | Sencillo                                       | Posiciones en la lista | Posiciones en la lista | Álbum                |
| Año  | Sencillo                                       | Hot Country Songs      | Billboard Hot 100      | Álbum                |
| ---- | ---------------------------------------------- | ---------------------- | ---------------------- | -------------------- |
| 1944 | "I'm Wastin' My Tears On You"                  | 1                      | 11                     | singles solo         |
| 1944 | "There's a New Moon Over My Shoulder"          | 2                      | 21                     | singles solo         |
| 1945 | "Jealous Heart"                                | 2                      |                        | singles solo         |
| 1945 | "You Two Timed Me One Time Two Often"          | 1                      |                        | singles solo         |
| 1946 | "You Will Have to Pay"                         | 1                      |                        | singles solo         |
| 1946 | "Christmas Carols by the Old Corral"           | 2                      |                        | singles solo         |
| 1946 | "Long Time Gone"                               | 5                      |                        | singles solo         |
| 1946 | "When You Leave Don't Slam the Door"           | 3                      |                        | singles solo         |
| 1946 | "Have I Told You Lately that I Love You? "     | 3                      |                        | singles solo         |
| 1948 | "Rye Whiskey"                                  | 9                      |                        | singles solo         |
| 1948 | "The Deck of Cards"                            | 10                     |                        | singles solo         |
| 1948 | "Pecos Bill" (w/ Andy Parker & The Plainsmen)  | 15                     |                        | singles solo         |
| 1948 | "Rock and Rye"                                 | 5                      |                        | singles solo         |
| 1950 | "Daddy's Last Letter"                          | 6                      |                        | singles solo         |
| 1956 | "The Wayward Wind"                             |                        | 28                     | singles solo         |
| 1961 | "I Dreamed of a Hill-Billy Heaven"             | 5                      | 20                     | Hillbilly Heaven     |
| 1966 | "The Men in My Little Girl's Life"             | 50                     |                        | Just Beyond the Moon |
| 1967 | "Just Beyond the Moon"                         | 13                     |                        | Just Beyond the Moon |
| 1967 | "A Working Man's Prayer"                       | 59                     |                        | single solo          |
| 1968 | "Texas"                                        | 69                     |                        | Wild West            |
| 1969 | "A Funny Thing Happened (On the Way to Miami)" | 53                     |                        | singles solo         |
| 1969 | "Growin' Up"                                   | 39                     |                        | singles solo         |
| 1970 | "Green Green Valley"                           | 57                     |                        | Green Green Valley   |
| 1971 | "Fall Away"                                    | 67                     |                        | Fall Away            |
| 1972 | "Comin' After Jinny"                           | 67                     |                        | Comin' After Jinny   |
| 1974 | "The Americans"                                | 35                     |                        | An American Legend   |